# Art Mor mac Art MacMurrough Kavanagh
Art Mór mac Art MacMurrough Kavanagh (né en 1357 et mort le 31 décembre 1416) est un chef du clan Mac Murrough Kavanagh. Il réussit pendant son règne de 40 ans à contrôler la plus grande partie du Leinster sur lequel ses ancêtres avaient régné comme rois.

## Origine familiale
Art Mór mac Airt Mac Murrough Kavanagh est le fils de Art mac Muircheartaigh MacMurrough-Kavanagh, descendant à la 5e génération de Domhnall Caomhánach (anglais : Kavanagh) (tué en 1175), un fils réputé illégitime de Diarmait Mac Murchada. Il appartient aux Uí Cheinnselaigh de Leinster et descend de Diarmait mac Mail na mBo.
Sa famille, après avoir connu une existence obscure pendant les trois premiers quarts du XIIIe siècle, a mis à profit l’affaiblissement des Hiberno-Normands lié notamment à leur assimilation progressive avec les populations gaéliques pour recouvrer petit à petit une importante partie de son territoire ancestral du Leinster dans les comtés de Carlow, de Wexford et de Wicklow.

## Roi de Leinster

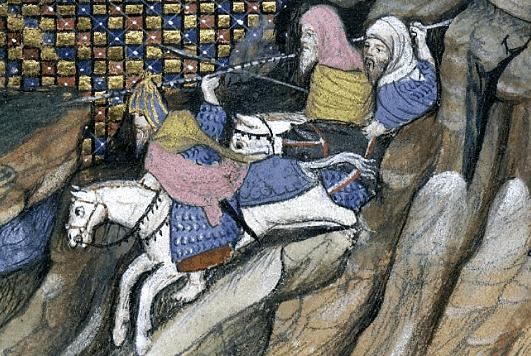
Art Mor mac Art MacMurrough Kavanagh

En 1375, Art Mór mac Airt succède comme chef du Clan Kavanagh à son oncle Donnchad Caomhánach mac Muircheartaigh Mac Murrough-Kavanagh.
Il épouse ensuite Elizabeth le Veel (en) une noble héritière d’une famille hiberno-normande. Cette union fut considérée comme une forfaiture aux termes des Statuts de Kilkenny et le domaine patrimonial de son épouse, l’importante baronnie de Norragh (comté de Kildare), est confisquée par les Anglais. Art Mór mac Art débute alors une longue série de luttes afin de recouvrer ses droits. Ces victoires lui permettent d’augmenter également son patrimoine familial. En 1390, après s’être proclamé roi de Leinster, il ravage les domaines anglais de Kildare, du Wexford et du Carlow. Il exige même le versement d'un véritable tribut annuel des cités de la « Terre de Paix » comme Waterford, Wexford et même Dublin.

## Interventions du roi d'Angleterre
Depuis près de 200 ans, aucun des souverains anglais, accaparés par les conflits continentaux avec la France, n’est intervenu personnellement en Irlande. Richard II d'Angleterre, qui vient de conclure une trêve en 1389 avec le roi de France Charles VI, décide de profiter de la situation pour rétablir l’autorité royale dans l'île voisine.
Il débarque en 2 octobre 1394 à Waterford à la tête d’une grande armée de 5 000 hommes dans laquelle il a obligé de servir de nombreux propriétaires absentéistes de domaines en Irlande. Deux mois plus tard les troupes royales occupent Dublin après une véritable promenade militaire. Presque tous les chefs irlandais s’empressent de venir lui rendre hommage et de reconnaitre les nobles hiberno-normands comme leurs suzerains directs. Même Art Mac Murrough Kavanagh se soumet personnellement. Après les grandioses cérémonies d’hommage organisées à cette occasion, le roi repart dès le 15 mai 1395. Il laisse en Irlande son cousin Roger Mortimer, 4e comte de March et 6e comte d'Ulster, comme Lord lieutenant. Ce dernier est par sa mère Philippa de Clarence le petit-fils de Lionel d'Anvers et également l’héritier de la couronne.
Le 20 juillet 1398, Roger Mortimer est tué à Callan près de Kells en livrant bataille contre les clans irlandais O'Byrne et O'Toole du Leinster. Pour le venger, Richard II revient une seconde fois en Irlande le 1er juin 1399 mais pour trois mois seulement. Tandis qu’il cherche vainement à capturer Art Mac Murrough Kavanagh tout en tentant de négocier avec lui par l’intermédiaire du comte de Gloucester, le magnat exilé Henri Bolingbroke débarque en Angleterre et s’empare du trône. Richard II revint en hâte dans son royaume le 27 juillet 1399 seulement pour y être déchu puis assassiné. Les représentants de Thomas, duc de Lancastre et lord lieutenant d'Irlande de 1401 à 1403, pour Henri IV d'Angleterre tentent en vain à leur tour de négocier avec Art Mac Murrough.

## Mort et succession
Art Mór dont l'allié O'Byrne détruit le château de Newcastel en 1405, meurt complètement indépendant le 31 décembre 1416 ou début janvier 1417. Les annales divergent sur son trépas selon le Annales des quatre maîtres, il meurt empoisonné une semaine après Noël par une femme en même temps que O'Doran, le chef Brehon du Leinster selon les Annales de Loch Cé il meurt paisiblement dans sa résidence de Ferns au début de l'année suivante
Son fils aîné Diarmait Lavderg meurt peu après lui dans des circonstances inconnues et il a comme successeur son second fils Donnchad mac Art MacMurrough-Kavanagh.

## Famille et descendance
Art mac Airt Mac Murrough Kavanagh a de son épouse Elisabeth de Veel plusieurs enfants dont : 
- Diarmait Lavderg (mort en 1417)[6]
- Donnchad mac Art MacMurrough-Kavanagh, Seigneur de Garyhill[7], roi de Leinster de jure de 1417 à son abdication en 1455.
- Gearalt (mort en 1431)[8], Seigneur de Ferns, tánaiste et souverain de facto de 1419 à sa mort. C'est l'ancêtre des MacMurrough Kavanagh postérieurs.

### Sources
- (en) Cet article est partiellement ou en totalité issu de l’article de Wikipédia en anglais intitulé « Art Mór Mac Murchadha Caomhánach » (voir la liste des auteurs), édition du 18 décembre 2008.